# Liga Premier de Ucrania 2014-15
La temporada 2014-15 fue la 24.ª edición de la Liga Premier de Ucrania. El campeonato comenzó el 25 de julio de 2014, cuando el Metalurg Donetsk recibió al Dnipro Dnipropetrovsk en Leópolis. Con la continuación del conflicto prorruso de 2014 en Ucrania en los óblasts de Donetsk y Lugansk, los equipos de esas regiones juegan de local en lugares alternativos. La liga se redujo a catorce equipos.

## Equipos participantes
Inicialmente, la liga estaría compuesta por 16 equipos, pero debido a las siguientes razones, se redujo a 14 equipos:
- Debido a la anexión de Crimea a Rusia en marzo de 2014, los equipos de Crimea, es decir, Sevastopol y Tavriya Simferopol no participarán en la competencia ya que dejaron de existir y se incorporaron (con nuevos nombres) al fútbol ruso.[1]

- Arsenal Kiev se retiró durante la temporada 2013-14.

- Pese a ser subcampeón de la Persha Liha 2013/14, y por ello ascender directamente a la Liga Premier, PFC Oleksandria no ascendió debido  a que el presidente del club se negó al ascenso citando la inestabilidad en el país y las razones de negocios con el costo de mantener un equipo en la Liga Premier.[2]

- El único ascenso fue el del Olimpik Donetsk, campeón de la Persha Liha 2013/14.

## Detalles
| Club                  | Ciudad         | Estadio                     | Capacidad     |
| --------------------- | -------------- | --------------------------- | ------------- |
| Chernomorets Odessa   | Odesa          | Estadio Chernomorets        | 34.164        |
| Dinamo Kiev           | Kiev           | NSC Olimpiyskiy             | 70.050        |
| Dnipro Dnipropetrovsk | Dnipropetrovsk | Dnipro Arena                | 31.003        |
| Hoverla Uzhhorod      | Úzhgorod       | Avanhard Úzhgorod           | 12.000        |
| Illichivets Mariupol  | Mariupol       | Estadio Illichivets         | 12.680        |
| Karpaty Lviv          | Lviv           | Arena Lviv                  | 34.915        |
| Metalist Járkov       | Járkov         | OSC Metalist                | 38.633        |
| Metalurg Donetsk      | Donetsk Lviv   | Estadio Metalurg Arena Lviv | 5.094 30.000  |
| Metalurg Zaporizhia   | Zaporiyia      | Slavutych-Arena             | 12.000        |
| Olimpik Donetsk       | Donetsk Kiev   | SK Olimpik Estadio Bannikov | 3.000         |
| Shajtar Donetsk       | Donetsk Lviv   | Donbass Arena Arena Lviv    | 51.504 30.000 |
| Volyn Lutsk           | Lutsk          | Avanhard Lutsk              | 12.080        |
| Vorskla Poltava       | Poltava        | Oleksiy Butovskyi           | 25.000        |
| Zarya Lugansk         | Lugansk        | Avanhard Lugansk            | 22.288        |

- Debido a la Guerra civil en el este de Ucrania los tres clubes de la ciudad de Donetsk (Shajtar Donetsk, Metalurg Donetsk y Olimpik Donetsk) se vieron imposibilitados de ejercer su localía en sus respectivos estadios durante toda la temporada.

## Clasificación
- Actualización final el 30 de mayo de 2015.

| --- | Pos. | Equipos               | PJ | PG | PE | PP | GF | GC | DIF | PTS |
| --- | ---- | --------------------- | -- | -- | -- | -- | -- | -- | --- | --- |
|     | 1.   | Dinamo Kiev           | 26 | 20 | 6  | 0  | 65 | 12 | +53 | 66  |
|     | 2.   | Shakhtar Donetsk      | 26 | 17 | 5  | 4  | 71 | 21 | +50 | 56  |
|     | 3.   | Dnipro Dnipropetrovsk | 26 | 16 | 6  | 4  | 47 | 17 | +30 | 54  |
|     | 4.   | Zarya Lugansk         | 26 | 13 | 6  | 7  | 40 | 31 | +9  | 45  |
|     | 5.   | Vorskla Poltava       | 26 | 11 | 9  | 6  | 35 | 22 | +13 | 42  |
|     | 6.   | Metalist Járkov       | 25 | 8  | 11 | 6  | 34 | 32 | +2  | 35  |
|     | 7.   | Volyn Lutsk           | 26 | 9  | 7  | 10 | 38 | 44 | -6  | 34  |
|     | 8.   | Metalurg Donetsk      | 26 | 6  | 10 | 10 | 27 | 38 | -11 | 28  |
|     | 9.   | Metalurg Zaporizhia   | 26 | 6  | 8  | 12 | 20 | 40 | -20 | 26  |
|     | 10.  | Olimpik Donetsk       | 26 | 7  | 5  | 14 | 24 | 64 | -40 | 26  |
|     | 11.  | Chernomorets Odessa   | 25 | 3  | 11 | 11 | 15 | 31 | -16 | 20  |
|     | 12.  | Hoverla Uzhhorod      | 26 | 3  | 10 | 13 | 22 | 47 | -25 | 19  |
|     | 13.  | Karpaty Lviv          | 26 | 5  | 9  | 12 | 22 | 31 | -9  | 15* |
|     | 14.  | Illichivets Mariupol  | 26 | 3  | 5  | 18 | 25 | 55 | -30 | 14  |

- Al Karpaty Lviv se le restaron 9 puntos.

|  | Campeón y clasifica a la Liga de Campeones de la UEFA 2015-16. |
|  | Clasifica a la Liga de Campeones de la UEFA 2015-16.           |
|  | Clasifican a la Liga Europa de la UEFA 2015-16.                |
|  | Descendido a la Primera división de Ucrania                    |

## Goleadores
Actualización al final del torneo el 30 de mayo de 2015.
| Pos. | Jugador           | Club                  | Goles |
| ---- | ----------------- | --------------------- | ----- |
| 1    | Alex Teixeira     | Shakhtar Donetsk      | 17    |
| 1    | Eric Bicfalvi     | Volyn Lutsk           | 17    |
| 3    | Artem Kravets     | Dynamo Kiev           | 15    |
| 4    | Andriy Yarmolenko | Dynamo Kiev           | 14    |
| 5    | Nikola Kalinić    | Dnipro Dnipropetrovsk | 12    |
| 6    | Oleksandr Hladkyi | Shakhtar Donetsk      | 11    |
| 7    | Luiz Adriano      | Shakhtar Donetsk      | 9     |
| 7    | Đorđe Lazić       | Metalurh Donetsk      | 9     |